# Stueningeria
Stueningeria is een geslacht van vlinders van de familie van de Metarbelidae. De wetenschappelijke naam en de beschrijving van dit geslacht werden voor het eerst in 2019 gepubliceerd door Ingo Lehmann.
De soorten van dit geslacht komen voor in Indo-china.

## Soorten
- Stueningeria campbelli (Hampson, 1910)
- Stueningeria csovarii Yakovlev & Zolotuhin, 2021
- Stueningeria htetae Yakovlev & Zolotuhin, 2021
- Stueningeria ihlei Yakovlev & Zolotuhin, 2021
- Stueningeria loeffleri Yakovlev & Zolotuhin, 2021
- Stueningeria murzini Yakovlev & Zolotuhin, 2021
- Stueningeria nepalensis Lehmann, 2019
- Stueningeria phaga (Swinhoe, 1894)
- Stueningeria pinratanai Yakovlev & Zolotuhin, 2021